# Mijntje Geurts
Mijntje Geurts (Veldhoven, 25 oktober 2003) is een Nederlands wielrenster.

## Carrière
Als eerstejaars juniore werd Geurts zesde in de wegwedstrijd op het Europese kampioenschap en zevende op het Nederlandse kampioenschap. Een jaar later won ze een etappe en het eindklassement in de Bizkaikoloreak en werd ze tiende op het wereldkampioenschap.
Voor het seizoen 2022 tekende Geurts een contract bij Lotto Soudal Ladies. Haar debuut voor de ploeg maakte ze in de Omloop Het Nieuwsblad. Later dat jaar reed ze onder meer de Ronde van Vlaanderen en Luik-Bastenaken-Luik.
In 2024 maakte Geurts de overstap naar Team Visma | Lease a Bike. In juli van dat jaar maakte ze haar debuut in de Ronde van Italië, die ze niet uitreed.

## Palmares

### Overwinningen
2021
2e etappe Bizkaikoloreak
Eindklassement Bizkaikoloreak
2024
1e etappe Princess Anna Vasa Tour (ploegentijdrit)

### Resultaten in voornaamste wedstrijden
| Jaar | Ronde van Italië | Ronde van Frankrijk | Ronde van Spanje |
| ---- | ---------------- | ------------------- | ---------------- |
| 2022 |                  |                     |                  |
| 2023 |                  |                     |                  |
| 2024 | opgave           |                     |                  |
| 2025 | 76e              |                     |                  |

| Jaar | Ronde van Vlaanderen | Amstel Gold Race | Luik-Bast.‑Luik | Waalse Pijl |  | Wereldranglijsten |
| ---- | -------------------- | ---------------- | --------------- | ----------- |  | ----------------- |
| 2022 | 91e                  |                  | 66e             | 28e         |  | 751e (UWR)        |
| 2023 |                      | 20e              | 57e             | 21e         |  | 536e (UWR)        |
| 2024 |                      |                  | 88e             | 34e         |  |                   |
| 2025 |                      |                  |                 | 10e         |  |                   |

## Ploegen
- 2022 –  Lotto Soudal Ladies
- 2023 –  Lotto Dstny Ladies
- 2024 –  Team Visma | Lease a Bike
- 2025 –  Team Visma | Lease a Bike

Brandt · Burlová · De Clercq · Docx · Geurts · Gielkens · Knight · Van de Paar · Parkinson · Vander Sande · Sigmund · Vervloet · Waterreus
Aintila · Bastiaenssen · Burlová · De Clercq · Docx · Egtoft Jensen · Geurts · Gielkens · van de Guchte · Hendrickx · Nicolaes · Van de Paar · Sap · Sigmund · Vervloet
Achtereekte · van Agt · von Berswordt · van Empel · Geurts · Henderson · Markus · Nooijen · Oudeman · Reijnhout · Riedmann · Veenhoven · Vigié · Vos · de Vries (vanaf 4/6) · Wolff (stage vanaf 7/9)
Achtereekte · van Agt · von Berswordt · Bunel · Chladoňová · van Empel · Ferrand-Prévot · Fidanza · Geurts · Nooijen · Oudeman · Reijnhout · Riedmann · Veenhoven · Vigié · Vos · de Vries · Wolff